# Adieu, Lebewohl, Goodbye
Adieu, Lebewohl, Goodbye ist ein deutsches Schlagerlustspiel aus dem Jahre 1961 von Paul Martin mit Bibi Johns, Senta Berger und Georg Thomalla in den Hauptrollen.

## Handlung
Die handfeste und resolute Tilli Adler steht als „Mutter der Kompanie“ einer jungen Künstlertruppe namens „Kolibri“ vor, mit der sie durch die Lande von Auftritt zu Auftritt reist. Als Nächstes steht ein Engagement in Rom vor, worauf sich die muntere Sängerschar schon sehr freut. Da in derselben Veranstaltung auch die berühmten Tiller-Girls auftreten, legt Tilli großen Wert auf Proben, Proben, Proben, mit denen sie bereits während der Busfahrt in den sonnigen Süden beginnt. Während der Fahrt sehen sie einen jungen Mann am Straßenrand, an seiner Seite ein kleiner Junge. Man hält an und fragt, ob man die beiden nicht mitnehmen könne. Die Mädels ahnen nicht, dass es sich bei diesem Mann um einen ausgefuchsten Sensationsreporter namens Ralph Martell handelt, der hofft, hier eine brauchbare Story auftun zu können. Der achtjährige, wuschelköpfige Junge wiederum heißt Carlo und ist niemand anderes als der verschwundene Filius eines großen Spielzeugherstellers. Während man annimmt, dass der Racker entführt wurde, ist der Bengel einfach von daheim ausgebüxt, weil seine vielbeschäftigten Eltern Luciano und Eva Moretti, eine bekannte Sängerin, zu weng Zeit für ihn haben. Seinetwegen kommt es bald zu einer Großfahndung der Polizei.
Ziel von Carlos ist Neapel, wo sein Großvater lebt. Carlo Gualdi, so sein Name, betreibt dort einen kleinen Eisstand. Als Martell den Kleinen auflas, witterte er sofort eine verwertbare Story. Nun aber reiht sich eine Verwechslung an die Nächste, und der kleine Carlo tut alles, um das Chaos der Reisegesellschaft aus Germania auch noch zu vergrößern. Das genreübliche Happy End bedeutet: Carlo kehrt, nachdem er den Großvater aufgespürt hat, zu seinen Eltern zurück, Martell bekommt seine Story und lernt ganz nebenbei auch noch die Frau seines Lebens, die kesse brünette Gaby, ein Mitglied der „Kolibris“, kennen und lieben. Und am Ende hat Tilli Adler es geschafft, mit ihrer Truppe neben den Tiller-Girls zu bestehen und infolgedessen ein neues Engagement an Land zu ziehen. Zwischen diesen Handlungssträngen werden jede Menge populäre Schlager jener Zeit vorgestellt, allen voran der Chartshit „Babysitter-Boogie“ von und mit Ralph Bendix sowie das Lied „Da sprach der alte Häuptling“ von und mit Gus Backus.

## Produktionsnotizen
Die Dreharbeiten zu Adieu, Lebewohl, Goodbye begann im Juni 1961 und endeten am 31. Juli desselben Jahres. Gedreht wurde in Neapel und in den CCC-Filmstudio in Berlin-Spandau. Der Film wurde am 29. August 1961 im Münchner Gloria-Palast uraufgeführt.
Die Bauten wurden von Wilhelm Vorwerg entworfen und von Paul Markwitz ausgeführt. Die Produktionsleitung hatte Erwin Gitt.
Es singen Ralf Bendix, Bibi Johns, Gus Backus, Nina Zaha, Mariona, Gisela Krauss, Katja Lindenberg, Gerd Böttcher, Pinh-Pong sowie Reni und Chris, Bill Ramsey.

## Kritiken
„Schlagerparade nach dem deutschen Grundrezept: man nehme Italien, einen Jungen Mann, einen ganzen Bus voller kesser Mädchen und kutschiere lustigalbern durch die Melodienlandschaft. Etwas hat man aber doch dazugelernt: eine brauchbare Handlung ins Pottpourri einzukochen. Hier sind ein pfiffiger Reporter, ein ausgerissenes Millionärssöhnchen und die Polizeifahndung ganz hübsch im Spiel. Nettes Gespann: Michael Kramer und der kleine Frechdachs Marietto.“

Im Lexikon des Internationalen Films heißt es: „Der dünne Handlungsfaden hält nur mit Mühe die Schlagernummern, um derentwillen das Ganze angerichtet worden ist.“